# Sèvres
Sèvres er en fransk kommune, vest for Paris, som ligger i Hauts-de-Seine.
48°49′23″N 2°12′39″Ø / 48.8231°N 2.2108°Ø